# أسوكا (مسلسل)
أسوكا (بالإنجليزية: Ahsoka) هو مسلسل أمريكي قادم وهو جزء من سلسلة حرب النجوم، المسلسل من بطولة روزاريو دوسن، هايدن كرستنسين وناتاشا ليو بورديزو، من المقرر عرضه على منصة ديزني+ في 23 أغسطس 2023.

## وصلات خارجية
- أسوكا (مسلسل) على موقع IMDb (الإنجليزية)
- أسوكا (مسلسل) على موقع ميتاكريتيك (الإنجليزية)
- أسوكا (مسلسل) على موقع روتن توميتوز (الإنجليزية)
- أسوكا (مسلسل) على موقع فيلمافينيتي (الإسبانية)
- أسوكا (مسلسل) على موقع كينوبويسك (الروسية)
- أسوكا (مسلسل) على موقع ألو سيني (الفرنسية)
- أسوكا (مسلسل) على موقع قاعدة بيانات الفيلم (الإنجليزية)